# Christian Bolaños
Christian Bolaños (San José, 17 mei 1984) is een Costa Ricaans voetballer die doorgaans als middenvelder speelt.

## Carrière
Op 16-jarige leeftijd speelde Bolaños mee in de kwalificatiewedstrijden voor het WK –17, dat in 2001 in Trinidad en Tobago werd gehouden. Tijdens het WK zelf was hij de bepalende factor in het team. Niet lang daarna maakte hij zijn debuut in het eerste elftal van Deportivo Saprissa, waar hij snel uitgroeide tot een vaste basisspeler. In de CONCACAF Champions Cup 2005 ontmoette Deportivo Saprissa het Mexicaanse Pumas UNAM in de finale. Mede dankzij Bolaños behaalde de club de titel. Tijdens het wereldkampioenschap voetbal voor clubs in 2005 maakte Bolaños het winnende doelpunt voor Deportivo Saprissa tegen Sydney United. Zijn prestaties op dit toernooi bleven niet onopgemerkt en Rafael Benitez, de trainer van Liverpool FC dat ook op dat toernooi actief was, wilde dat hij bij Liverpool een stage zou afwerken. Na een stage van tien dagen werd hij echter nog te licht bevonden en keerde hij terug naar Costa Rica.
Bolaños trok tevens de interesse van Alexandre Guimarães die, zodra hij opnieuw werd aangesteld als bondscoach van Costa Rica, hem onmiddellijk opriep voor een plaats in het nationale team. Sindsdien groeide hij uit tot een vaste waarde in het elftal. Ondanks een matig wereldkampioenschap in 2006 kreeg Bolaños zijn transfer naar Europa, want op 10 augustus 2006 tekende hij een contract voor een jaar bij het Engelse Charlton Athletic. Hij kreeg geen werkvergunning om in Engeland te voetballen, vanwege te weinig interlands, en vertrok naar het Deense Odense BK. Sindsdien bleef hij in de Deense competitie en in 2010 vertrok hij naar FC København, waar hij een vaste waarde werden tweemaal de landstitel won. In 2014 keerde hij terug naar zijn vaderland bij Club Sport Cartaginés. In januari 2015 tekende hij een contract bij Al-Gharrafa uit Qatar. Hij keerde medio 2015 terug bij Saprissa en ging in januari 2016 naar Vancouver Whitecaps FC. In januari 2018 keerde hij opnieuw terug bij Deportivo Saprissa. In 2020 kwam hij een half jaar uit voor IK Start in Noorwegen.
| WK-statistieken | Club               | Positie      | W |   |   | D | A |   |   |   |
| --------------- | ------------------ | ------------ | - | - | - | - | - | - | - | - |
| WK voetbal 2006 | Deportivo Saprissa | Middenvelder | 2 | 1 | 0 | 0 | 0 | 0 | 0 | 0 |
| WK voetbal 2014 | FC København       | Middenvelder | 4 | 1 | 0 | 0 | 0 | 0 | 0 | 0 |

## Erelijst
FC Kopenhagen
- Deens landskampioen

2011, 2013